# Прва Б лига Црне Горе у кошарци
Прва Б лига Црне Горе је нижи ранг кошаркашких такмичења у Црној Гори. Настала је 2006. након распада заједничке државе Србије и Црне Горе. Лига броји 6 клубова.
Такмичење се састоји из 1 фазе:
- 6 клубова игра 20 кола (по 4 пута свако са сваким), првопласирана екипа иде у Прву А лигу Црне Горе.

## Клубови у сезони 2015/16.
- Горштак, Колашин
- Орион, Будва
- Приморје 1945, Херцег Нови
- Рудар, Пљевља
- Сутјеска II, Никшић
- Зета, Подгорица